# 韩裔和朝鲜裔日本人
韩裔和朝鲜裔日本人，也被称为韩裔日本人或朝鲜裔日本人，指的是拥有日本国籍的朝鲜民族人士。

## 与在日韩国人或朝鲜人的区别
在日朝鲜人和韩国人指的是居住在日本的南韩籍和北朝鲜籍人士，目前总数为432,444人，其中韩籍409,238人，朝鮮籍23,206人。由於日本政府讫今仍未承认朝鮮民主主義人民共和國是一個主权國家（仅视其为一现存政权），因此拒絕加入大韓民國國籍的在日朝鮮人被登記為「朝鮮籍」，他們實際上屬於無國籍狀態。

## 历史
早在公元3世纪，朝鲜半岛就有人东渡日本。
在16世纪的万历朝鲜战争中，又有一批朝鲜人被丰臣秀吉等日军将领挟回日本当工匠、技师、商人，也有一部分是被招募至日本做劳工。
1910年8月，日本强迫韩国签订《日韩合并条约》，朝鲜半岛所有人被迫成为日本国民。
1945年，日本在第二次世界大战战败，所有定居在日本的朝鲜人的日本国籍自动丧失，但是有部分朝鲜人和他们的后代选择留在日本并在随后加入了日本国籍。这些人成了目前朝鲜裔日本人的主要来源。